# Bruno Campos
Bruno Campos (Rio de Janeiro, 3 december 1973) is een in Brazilië geboren Amerikaans acteur.

## Biografie
Campos werd geboren in Rio de Janeiro en spendeerde zijn kinderjaren in Brazilië, Canada, Bahrein en de Verenigde Staten. Hij doorliep de high school aan de Interlochen Arts Academy in Michigan. Hierna studeerde hij af in drama aan de Northwestern-universiteit in Illinois. Later haalde hij zijn diploma in rechtsgeleerdheid aan de Universiteit van Michigan in Ann Arbor.
Campos begon 1995 met acteren in de film O Quatrilho, hierna speelde hij nog meerdere rollen in films en televisieseries.

## Filmografie

### Films
Uitgezonderd korte films.
- 2009 The Princess and the Frog – als prins Naveen (stem)
- 2009 Wake – als Varnez
- 2008 Night Life – als dr. Steve Larouche
- 2006 The Wedding Album – als Tony Zutto
- 2005 Crazylove – als Michael
- 2003 Dopamine – als Winston
- 2001 Mimic 2 – als rechercheur Klaski
- 1995 O Quatrilho – als Massimo

### Televisieseries
Uitgezonderd eenmalige gastrollen.
- 2018-2019 Disney Comics in Motion - als Naveen (stem) - 2 afl.
- 2009 Royal Pains – als Charlie Casey – 4 afl.
- 2004-2005 Nip/Tuck – als dr. Quentin Costa – 16 afl.
- 2004 The D.A. – als Mark Camacho – 4 afl.
- 2003 ER – als dr. Eddie Dorset – 5 afl.
- 2001 Resurrection Blvd. – als Joseph Marquez – 3 afl.
- 2001 Leap Years – als Joe Rivera – 20 afl.
- 1998-2000 Jesse – als Diego Vasquez – 42 afl.

- Biblioteca Nacional de España: XX1534910
- Bibliothèque nationale de France: cb14581006j (data)
- International Standard Name Identifier: 0000 0001 1472 0082
- Library of Congress Control Number: no2005073685
- MusicBrainz: ed842905-b374-47db-8074-f890f126533b
- Nationale Bibliotheek van Israël: 987007411695805171
- Système universitaire de documentation: 250232766
- Virtual International Authority File: 47007459
- WorldCat: E39PBJxMg7RDTywBTb3jfb4THC